# Route magistrale 28 (Serbie)
Pour les articles homonymes, voir M28 et Route 28.
La Route Magistrale 28 (en serbe : Државни пут ІВ реда број 28, Državni put IB reda broj 28 ; Магистрала број 28, Magistrala broj 28) est une route nationale de Serbie qui relie entre elles la ville serbe Mali Zvornik passant par Ljubovija et Užice jusqu’à la frontière serbo-bosniaque.
Cette route nationale fait également partie de la route européenne 761 entre la ville de Užice et la frontière serbo-bosniaque mais aussi de la route européenne 763 entre la ville de Užice le village de Branešci.
À ce jour, elle ne comporte aucune section autoroutière (Voie Rapide en 2 x 2 voies).

## Routes Européennes
La Route Magistrale 28 est aussi :
| Numéro | Tracé                                                  |
| ------ | ------------------------------------------------------ |
| E761   | Entre la ville de Užice et le poste-frontière Kotroman |
| E763   | Entre la ville de Užice et le village de Branešci      |